# Mary Simmons
Mary Simmons (* 29. Juli 1928 in Philadelphia) ist eine amerikanisch-kanadische Sängerin (Sopran).

## Leben und Wirken
Simmons studierte zehn Jahre lang Violine bei Louis Angeloty in Philadelphie und Gesang bei Therese Schnabel in New York. Ihren ersten Auftritt in Kanada hatte sie 1946 mit dem Toronto Symphony Orchestra, im Folgejahr trat sie mit dem Toronto Jewish Folk Choir und dem TSO unter Emil Gartner auf. 1953 wurde sie von der CBC Opera Company für die Titelrolle einer Rundfunkaufführung der Oper Turandot engagiert.
1954 debütierte sie als Konzertsängerin in New York und als Opernsängerin als Magda in The Consul in Vermont. Ab 1955 lebte sie in Toronto. Sie sang 1956 im Abschiedskonzert von Ernest MacMillan mit dem TSO die Sopranpartie in Beethovens Neunter Sinfonie und trat als  Cressida in William Waltons Troilus and Cressida (1957), Santuzza in Cavalleria Rusticana (1961), Sieglinde in Die Walküre (1962) und Donna Elvira in Don Giovanni (1964) auf. Mit dem Toronto Symphony Orchestra sang sie 1957 als kanadische Erstaufführung Ausschnitte aus Alban Bergs Wozzeck, mit dem CBC Symphony Orchestra 1958 die Uraufführung von John Weinzweigs Wine of Peace, mit dem TSO und dem Toronto Mendelssohn Choir unter Heinz Unger die Erstaufführung von Gustav Mahlers Dritter Sinfonie (1964) und mit dem TSO die kanadische Erstaufführung von Leonard Bernsteins Erster Sinfonie (Jeremiah). Großen Erfolg hatte Simmons auch als Liedsängerin, insbesondere als Interpretin von Schuberts Winterreise.